# Živkovac
Živkovac (cyr. Живковац) – wieś w Serbii, w mieście Belgrad, w gminie miejskiej Grocka. W 2011 roku liczyła 371 mieszkańców.